# КТ (серія будинків)

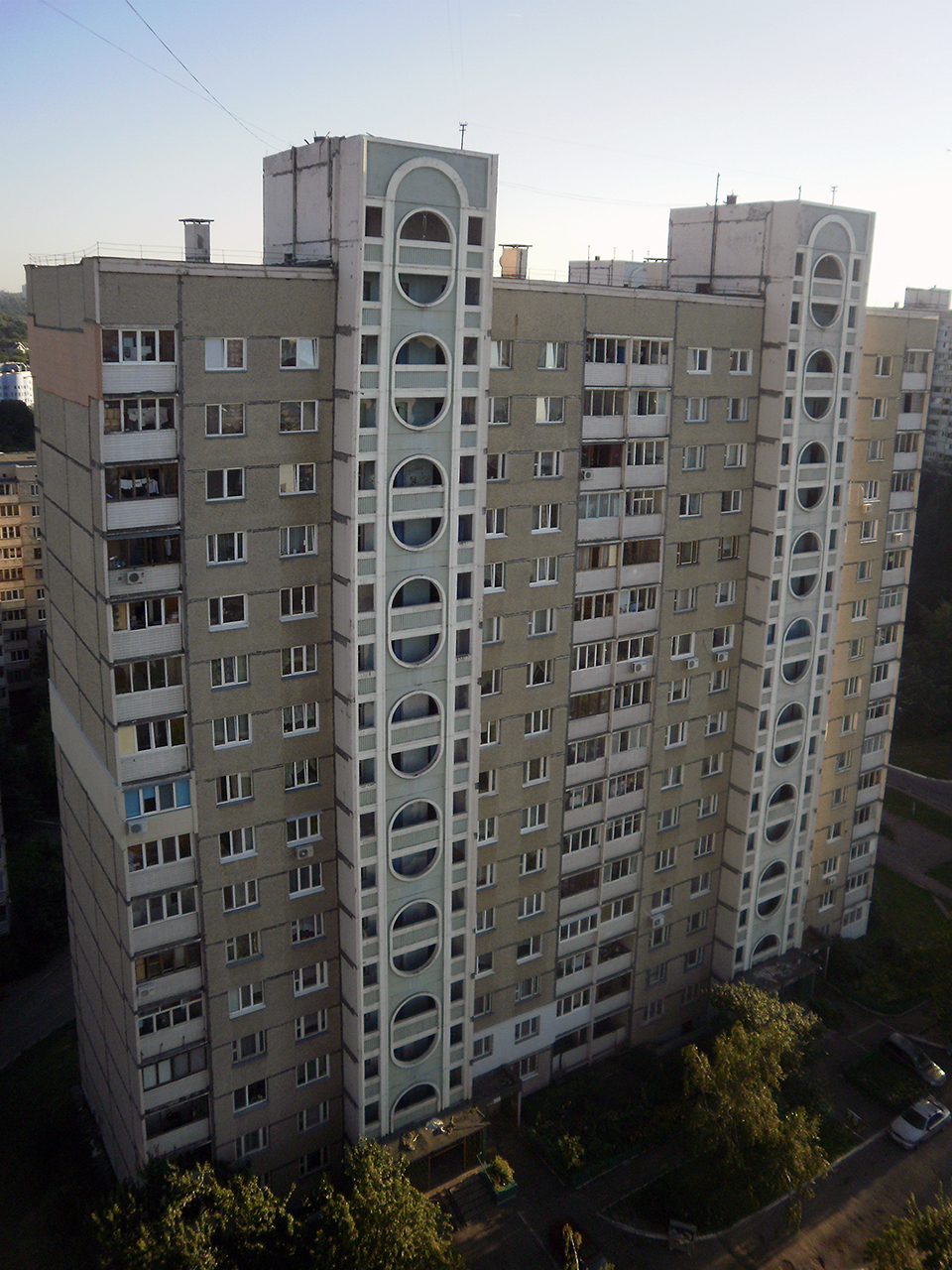
Мостицький, просп. Правди, 17а, 1989

КТ  (111-161)— серія 12- та 16-поверхових великопанельних житлових будинків. Розроблена на початку 1970-х років КиївЗНДІЕПом (архітектори О. І. Заваров, Ф. І. Боровик, І. Я. Дубасов, Ю. Г. Репін, С. Я. Ходик, Д. Д. Шафтанов; інженери-будівельники І. В. Онищенко, А. Ф. Косой, Е. Д. Лабінова, Ю. Л. Головченко, О. А. Згурський, В. Ф. Гершкович, В. М. Ляховецький, А. Г. Гузовська, І. А. Снітко) спільно з ДБК-3 (на Посту-Волинському) Головкиївміськбуду (інженери-будівельники І. С. Горохов, А. Г. Коренюк). Поширена в Києві та Київській області.

## Історія
Серію КТ почали будувати спільно з 16-поверховою серією БПС-6, проте згодом перевагу віддали саме КТ. Серія КТ була економніша (менша витрата залізобетону) і практичніша. Планування цієї серії були кращими, ніж у БПС-6.
Першими будували 12-поверхові будинки серії КТ-12. Перші будинки збудовані на Виноградарі та на масиві Микільська Борщагівка (наприклад Якуба Коласа, 13). Ці будинки відрізнялися характерними виступами у кутах будівлі. Будівельники швидко перейшли на 16-поверхові будинки КТ-16, які споруджувалися з тих самих елементів, що й КТ-12. Виступи в кутах будівлі прибрали для спрощення конструкції. Пік будівництва будинків серії КТ припав на другу половину 1970-х, 1980-ті та 1990-ті роки.
У серії КТ було застосовано конструктивну схему серії БПС: несучими були внутрішні стіни з єдиним кроком. Зовнішні стіни не є несучими. У разі проблем із міцністю та герметичністю стиків зовнішніх панелей будівлі нічого не загрожує. У серії застосований єдиний крок поперечних стін, що дорівнює 3,3 м, і прийнята з умов міцності та звукоізоляції товщина внутрішніх та зовнішніх стін дали можливість максимально уніфікувати індустріальні вироби 12- та 16-поверхових будинків та блок-секцій. Товщина внутрішніх міжквартирних стінових панелей 16 см, міжкімнатних — 14 см. У 16-поверхових будинках міжкімнатні панелі на чотирьох нижніх поверхах прийняті товщиною 16 см. Перекриття запроектовані з суцільних плоских залізобетонних панелей товщиною 16 см, підлога — з лінолеумом. Зовнішні стінові панелі розміром на дві кімнати мають тришарову конструкцію та товщину 30 см.
При проектуванні зовнішніх стінових панелей особлива увага приділялася герметичності стиків. Покриття зовнішніх панелей зроблено з водонепроникного покриття, до складу якого входить дрібний щебінь, який створює характерну текстуру стіни.
Квартири серії КТ призначені для сімейного заселення: всі кімнати мають окремі входи. У 3-кімнатних квартирах застосовано прийом розкриття загальної кімнати у бік спальні. Кухні прийнято площею 8,3 м². Ванни прийняті довжиною 1,7 м. Ширина передпокою у 1- та 2-кімнатних квартирах 1,5 м, у 3-кімнатних — 2,0 м. Усі квартири мають вбудовані шафи, комори та антресолі. На І поверсі запроектовано приміщення для зберігання колясок та велосипедів.
Для радянського часу дома серії КТ мали гарні планування.
Будинки серії КТ стали одними із найпоширеніших у міській забудові міста Києва. Найбільша концентрація цих будинків спостерігається на житловому масиві Виноградар. Там представлені всі модифікації серії, починаючи з перших КТМ та закінчуючи сучасними КТУ.

## Основні характеристики
- Крок у поперечних осях 3,3 м.
- Кроки в повздовжніх осях 1,6 + 4,1 + 1,6 + 4,1 + 1,6 м.
- Висота поверху 2,8 м.
- Товщина зовнішніх несних стін 0,3 м.
- Матеріал несних стін: керамзитобетон.
- Залізобетонні пласкі перекриття.

## Варіанти
Ознаками всіх будинків є:
- балкон під'їзду випирає на 1,6 м з характерним малюнком вікон;
- покриття зовнішніх стін «шуба»;
- майже всі варіанти складаються з парних секцій;
- балкони квартир випирають на 1,6 м, по краям секції лоджії;
- торці без вікон, горизонтальні шви панелей довжиною 4,1 і 5,7 м не співпадають зі швами панелей шириною 1,6 м;
- окремий вхід в сміттєкамеру праворуч від під'їзду, у ранніх варіантах — без козирка;
- електрощитова знаходиться в крайній лівій кімнаті першого поверху правої секції з окремим входом з лоджії.

### 12 поверхів

#### КТ-12-2 і КТ-12-3 (КТМ)

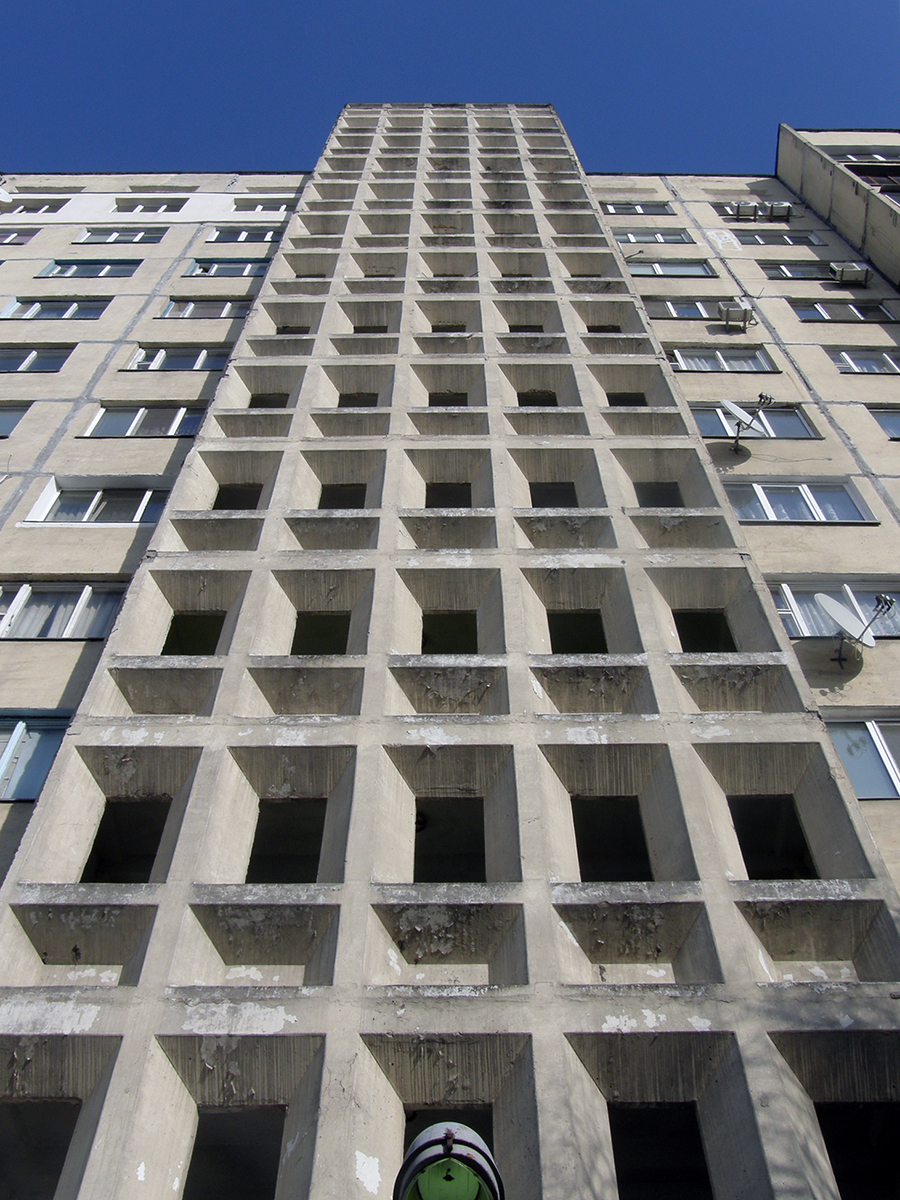
Борщагівка, вул. Якуба Коласа, 13, 1975 – перший будинок серії, відсутня «шуба» і прямокутні вікна балькону сходів

Перші проєкти серії. Будувалися в 1975–1976 на Борщагівці, Виноградарі та Оболоні. Відмінностями від серії КТ є торці з вікнами, гострі кути з бальконами, вікна балькону сходів, що нагадують телефонний диск, більші і частіші вікна горища.

#### КТ

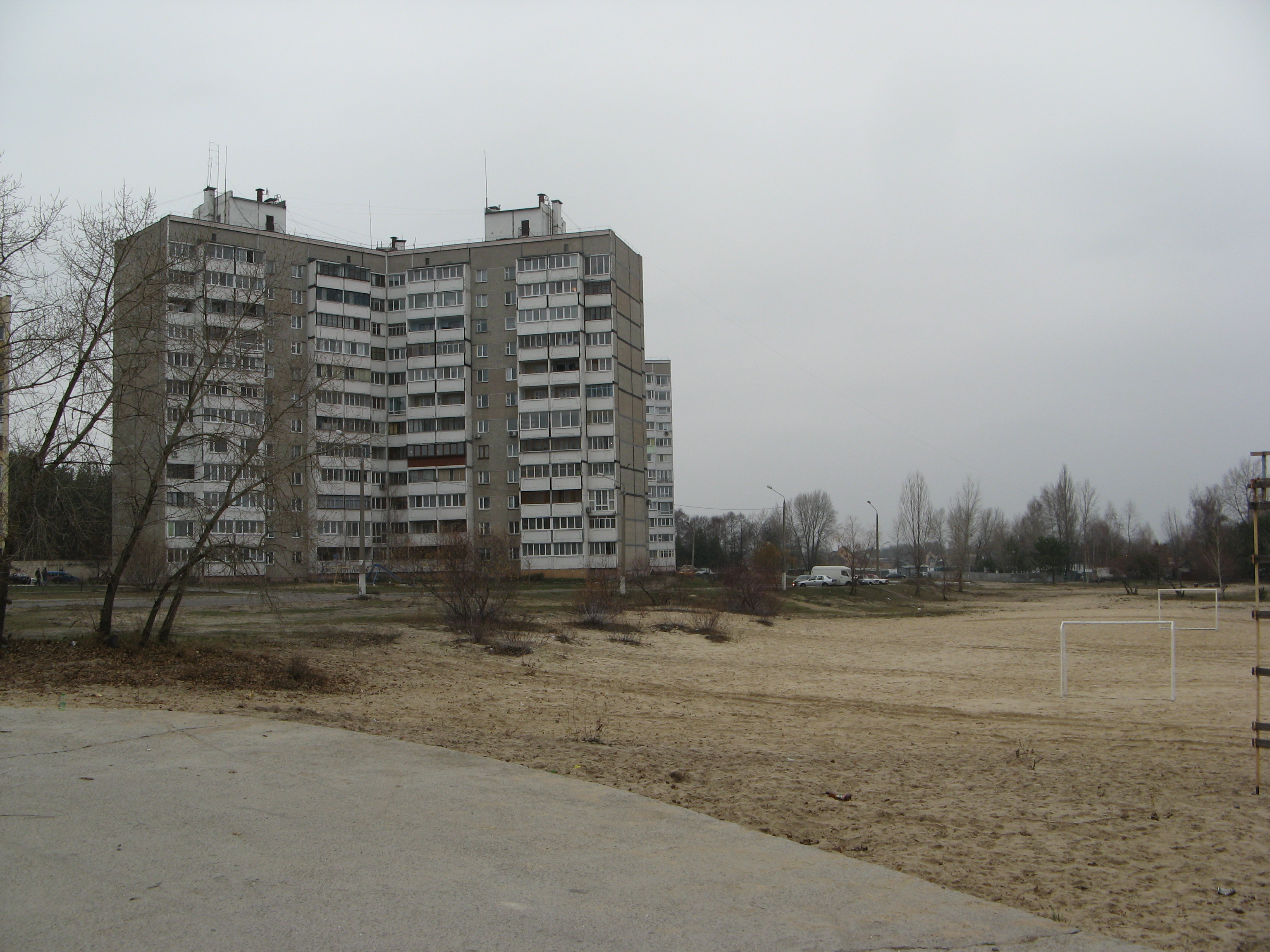
Українка, вул. Соснова, 8 — три односекційних корпуси, поставлених трилисником. Отримав назву «мерседес».

##### 111-161-1/1
96 помешкань: 50 двокімнатних, 46 трьохкімнатних. Дві секції по 8 кроків. Широтна орієнтація.

фасад і план 1 поверху
план типового поверху
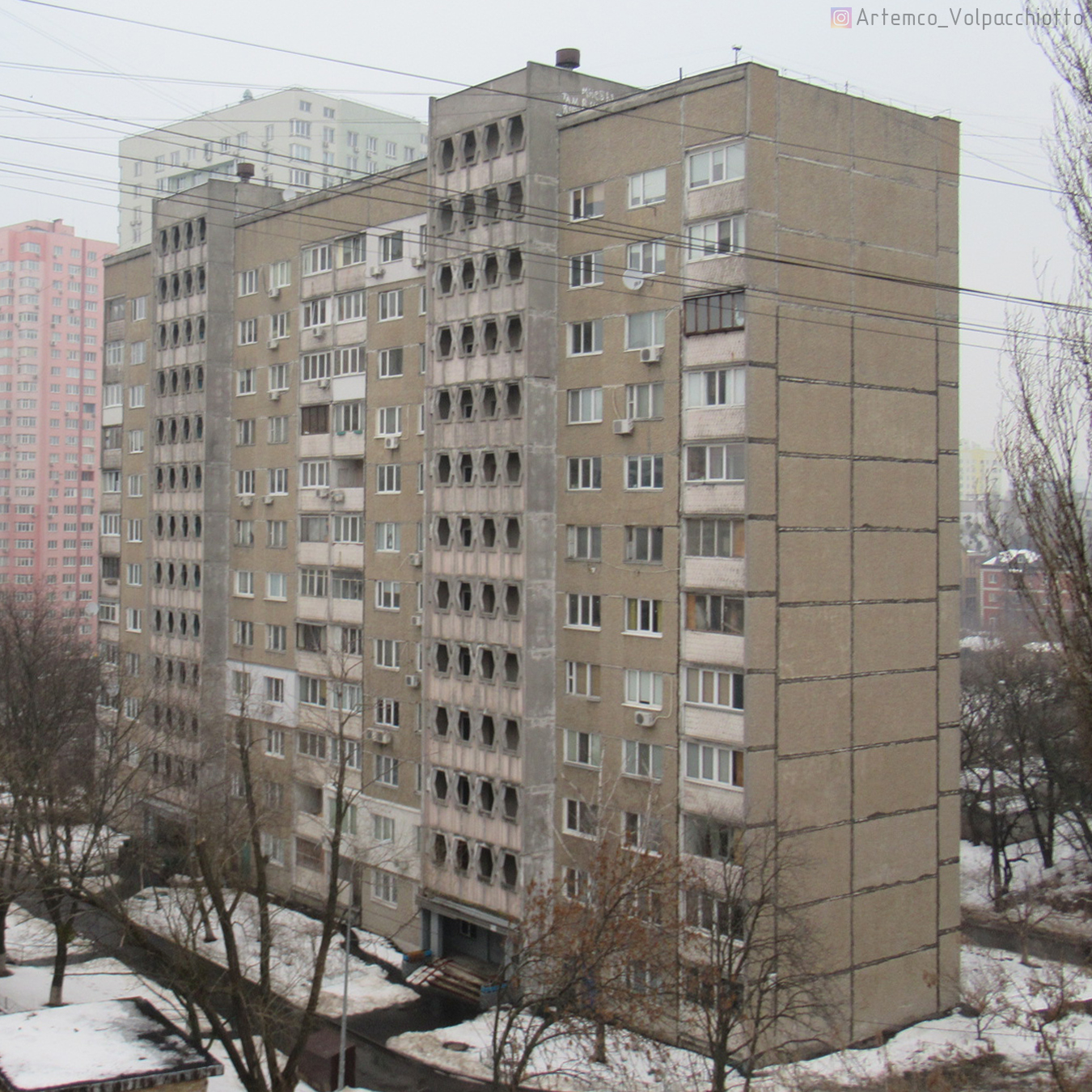
Саперна слобідка, вул. Велика Китаївська, 10, 1981
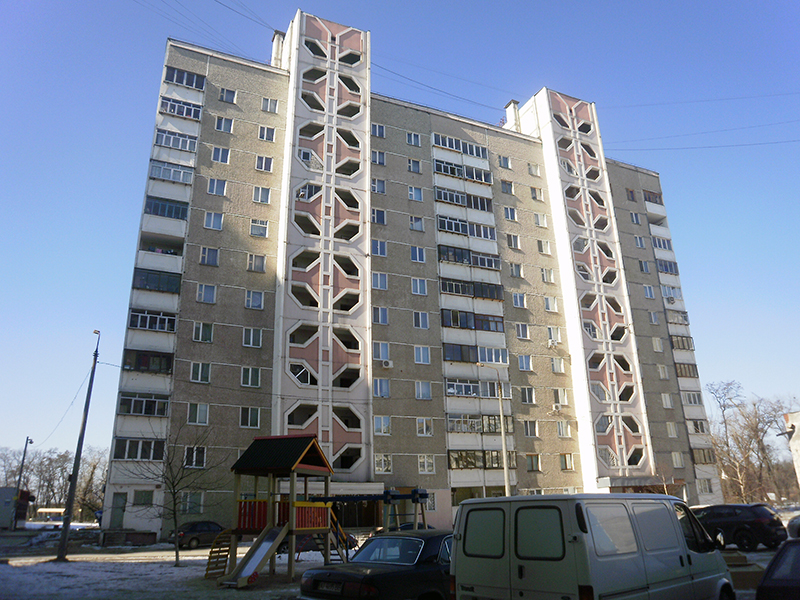
Бровари, вул. Петлюри, 25Б — 111-161-1/1.2

##### 111-161-2/1
144 квартир: 30 однокімнатних, 46 двокімнатних, 48 трьохкімнатних. Дві секції по 10 кроків. Меридіональна орієнтація.
- єдиний будинок Караваєві Дачі, вул. Олекси Тихого, 59, 1978.

##### 111-161-3/1
192 квартири: 1 однокімнатна, 99 двокімнатних, 92 трьохкімнатних. Чотири секції по 8 кроків. Широтна орієнтація.
- Печерськ, вул. Панаса Мирного, 11, 1980.

фасад і план 1 поверху
план типового поверху

### КТ-16
16 поверхів.
Близько 1986 було дещо змінено проєкт:
- висота ліфтової надбудови була збільшена задля розміщення протипожежної автоматики;
- вікна сходів, що не задимляються, змінені з 4 однакових шестикутних на два прямокутних та одне напівкругле, при чому напівкруглі вікна попарно поверхів змінюють напрям дуги.

Нові проєкти отримали .2 на кінці назви.
Ще пізніше з'явився варіант із двома симетричними шестикутними вікнами, що також змінювались по поверхам попарно.
Незалежно від змін під'їзду у пізніших будинків зменшені вікна квартир з трьохстворчатих на двостворчаті.

#### 111-161-04/1
64 квартири: 33 двокімнатних, 31 трьохкімнатна. Одна секція в 8 кроків. Широтна орієнтація.

#### 111-161-05/1

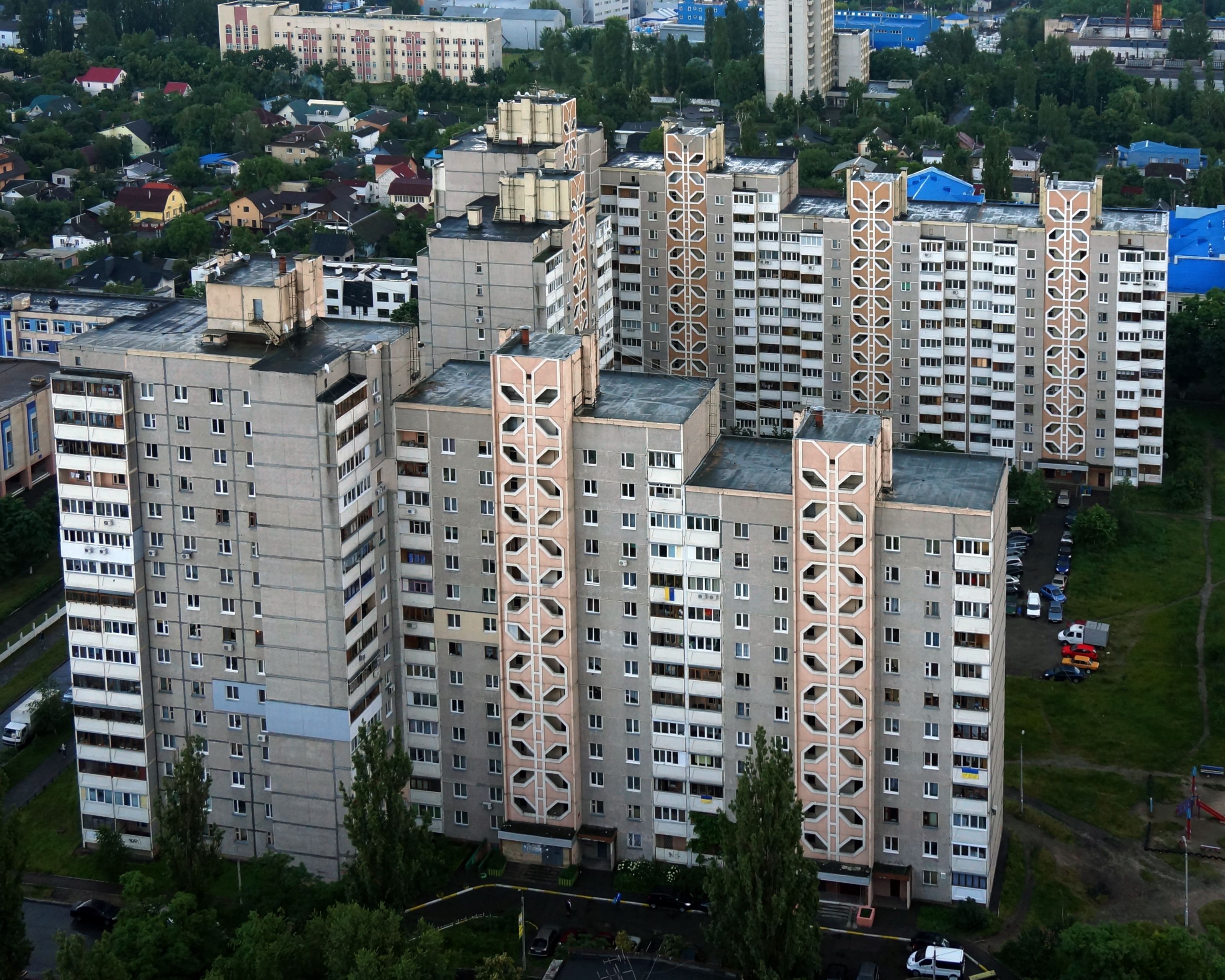
Новобіличі, вул. Клавдіївська, 23/15, 1998 р., за ним вул. Рахманінова, 30/13 серії КТУ – видна різниця бальконів

Одна секція зі змішаними кроками. 79 квартир: 17 однокімнатних, 30 двокімнатних, 31 трьохкімнатна, 1 п'ятикімнатна.
- 26-й мікройрайон Троєщини:
  - вул. Рейгана, 44а, 1997;
  - вул. Рейгана, 46;
  - вул. Лаврухіна, 7а, 1993;
  - вул. Лаврухіна, 11а;
- Новобіличі, вул. Клавдіївська, 23/15, 1998;
- Українка, вул. Зв'язку, 3 — 9 поверхів.

#### 111-161-6/1
128 квартир: 64 однокімнатних, 2 трьохкімнатних, 62 чотирикімнтаних. Дві секції по 8 кроків. Широтна орієнтація.

#### 111-161-7/1
128 помешкань: 66 двокімнатних, 62 трьохкімнатних. Дві секції по 8 кроків. Широтна орієнтація.

фасада і план 1 поверху
план типового поверху
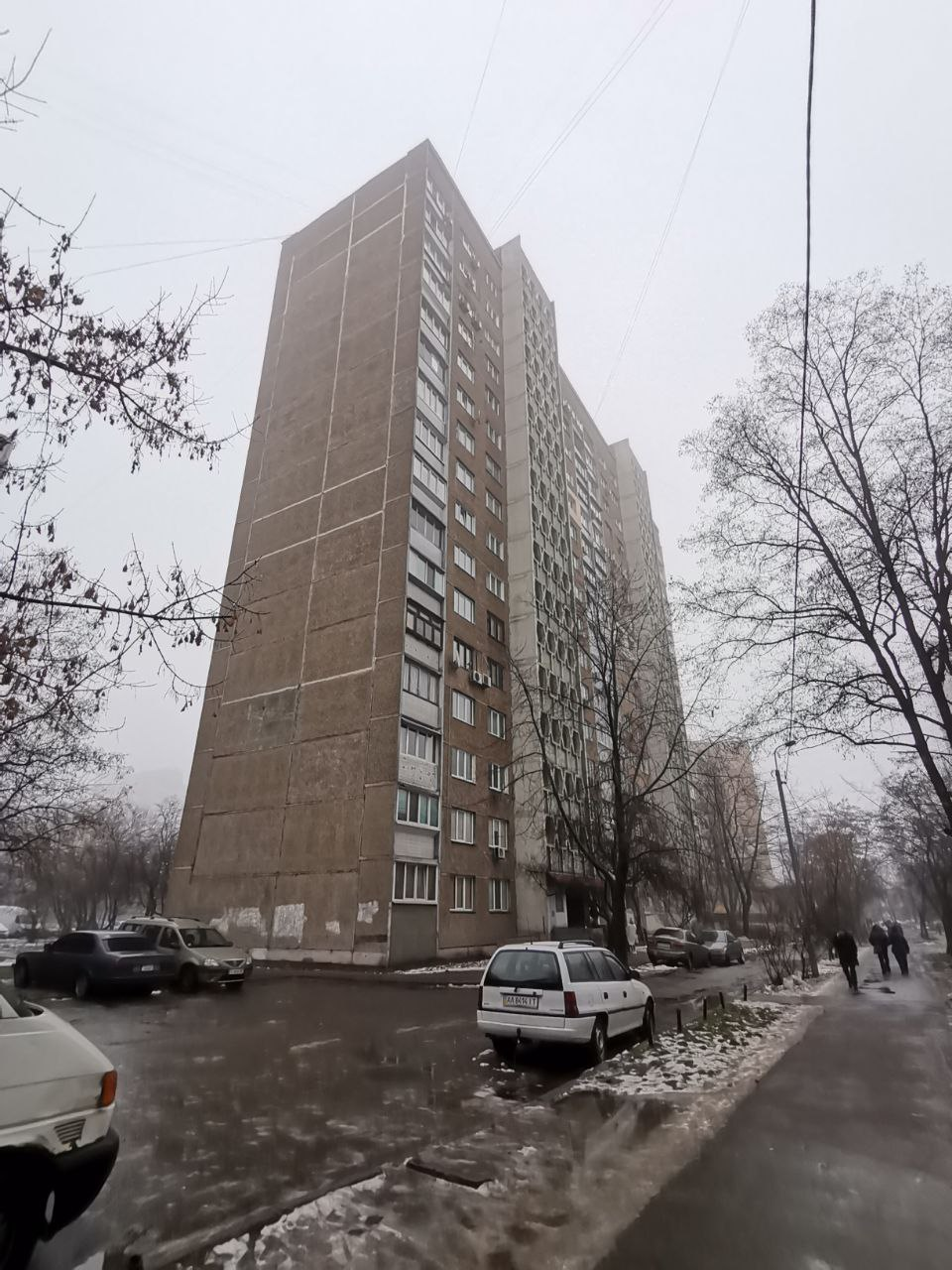
Троєщина, вул. Рейгана, 4а, 1983
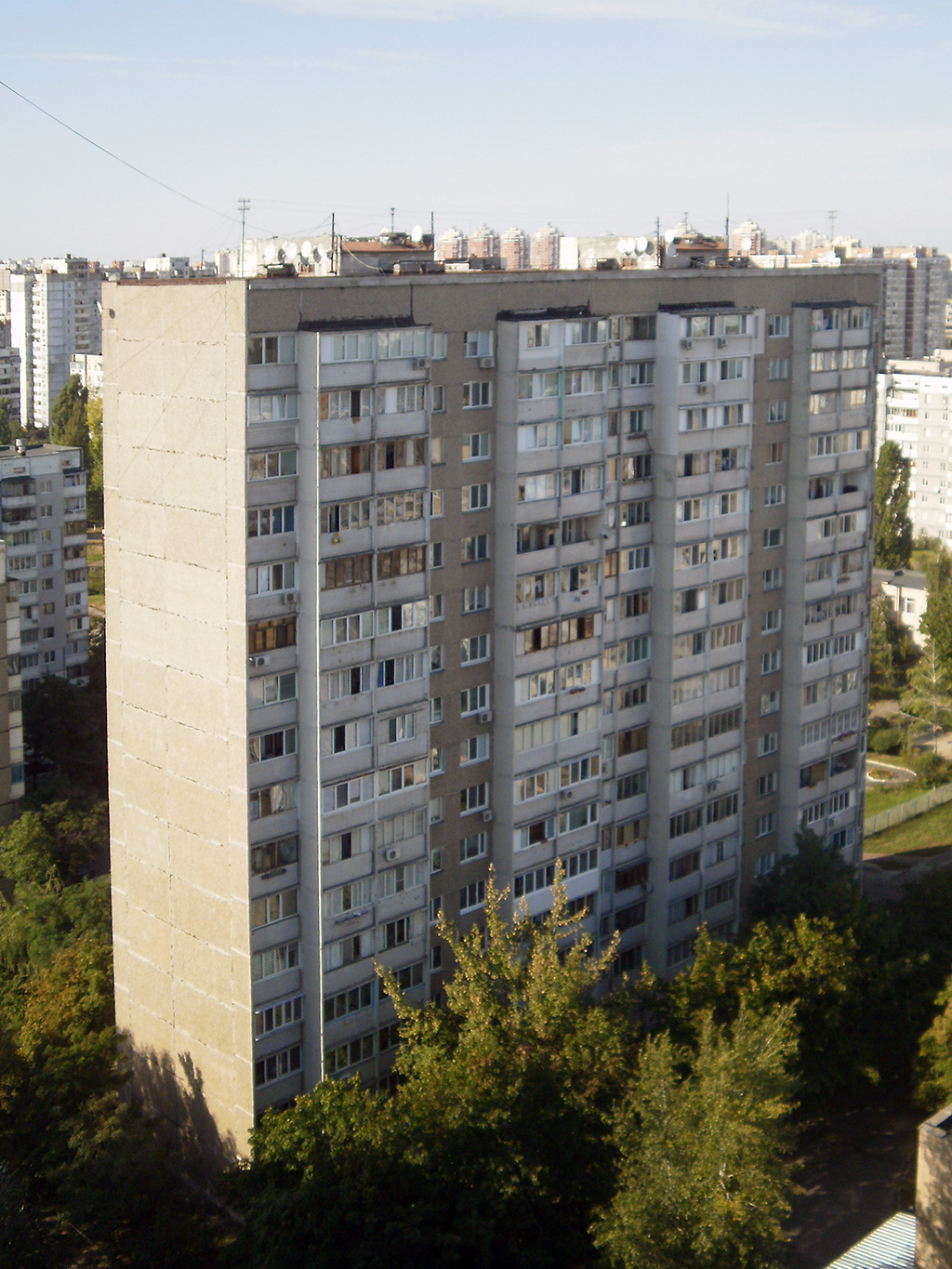
Троєщина, вул. Закревського, 47а, 1983
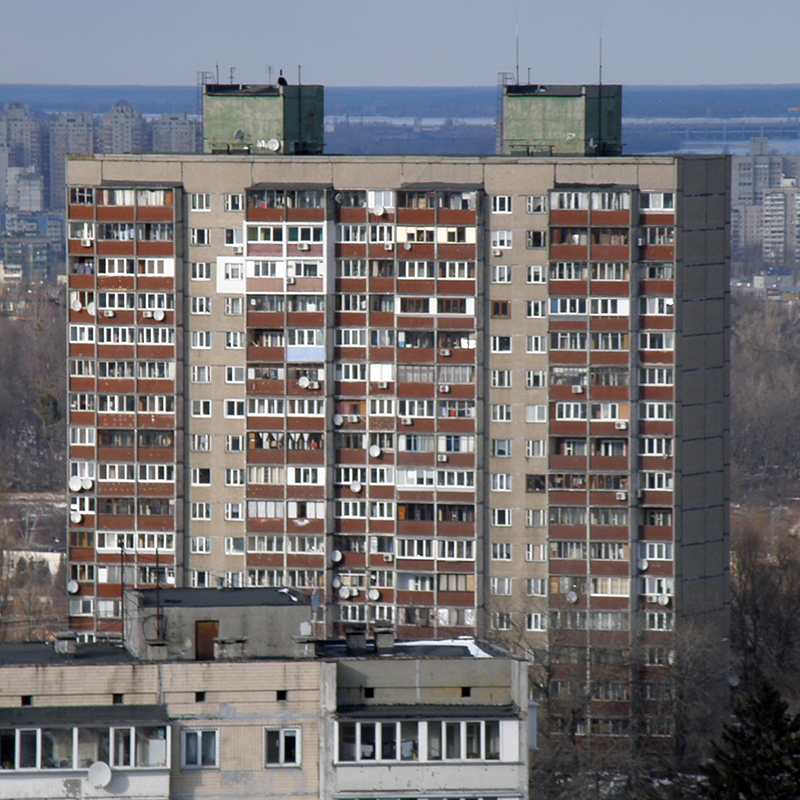
Сирець, вул. Ічкерська, 18, 1985
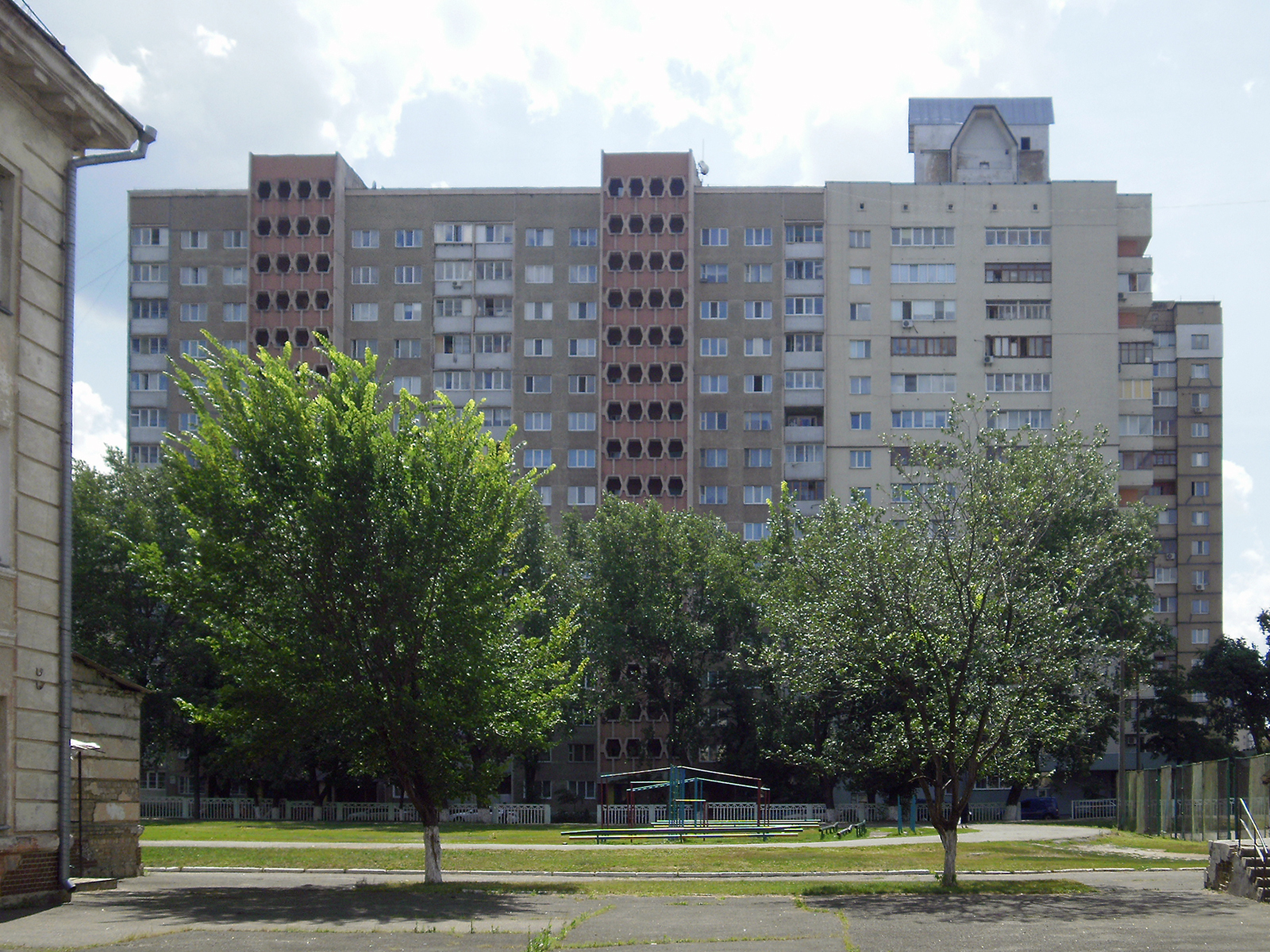
Нова Дарниця, вул. Литвинського, 42/15, 1985
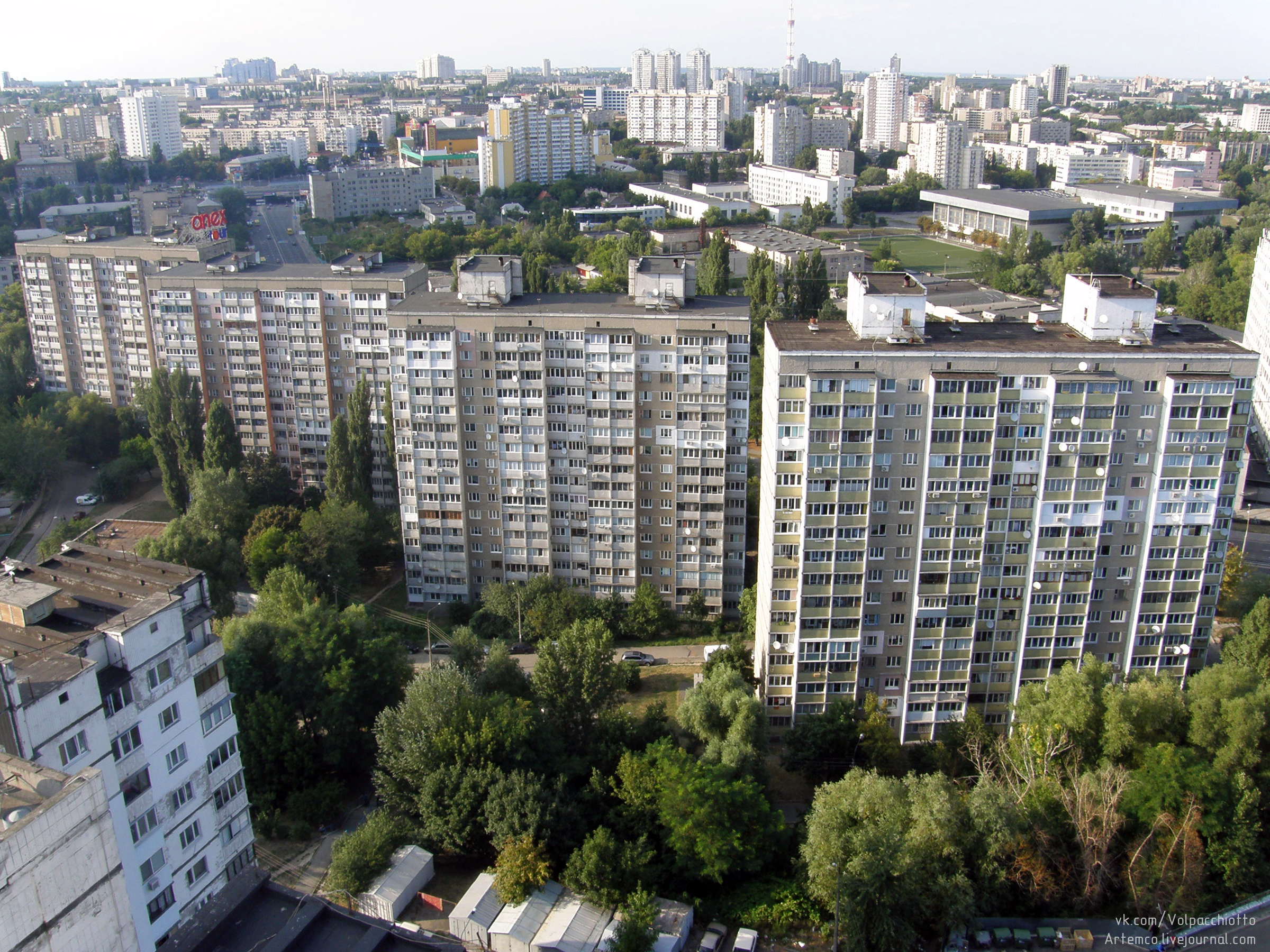
Караваєві Дачі, вул. Гетьмана, 40 (1981), 42 (1988), 44 (1986) і 46 (1988)
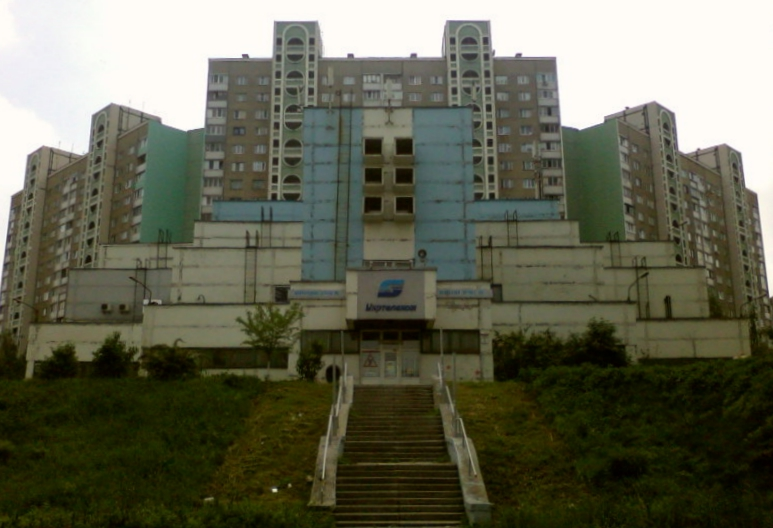
Мостицький, просп. Правди, 19/3, 1989, посередині 18-поверхова секція (попереду будівля АТС)
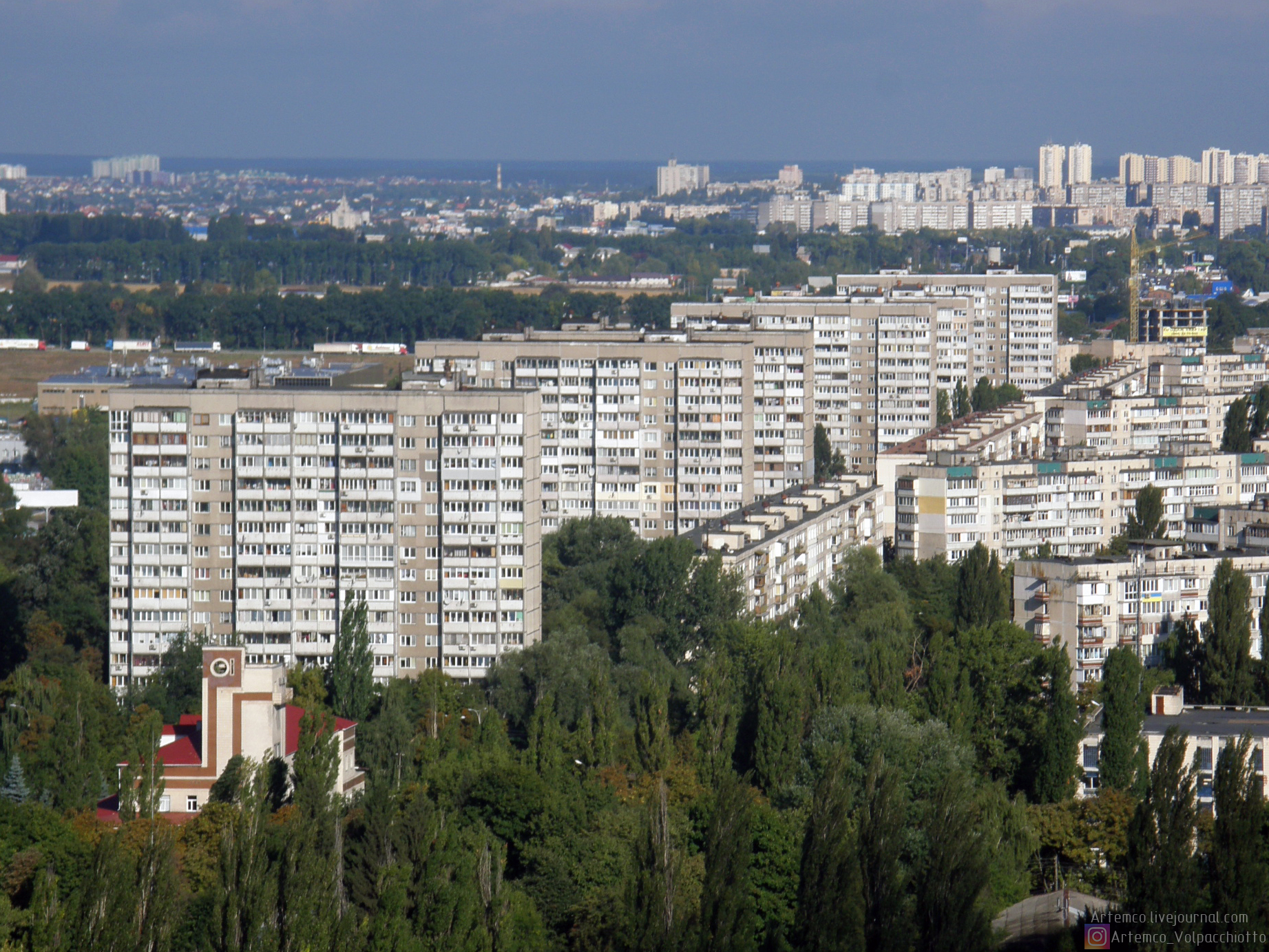
Теремки-II, вул. Лятошинського
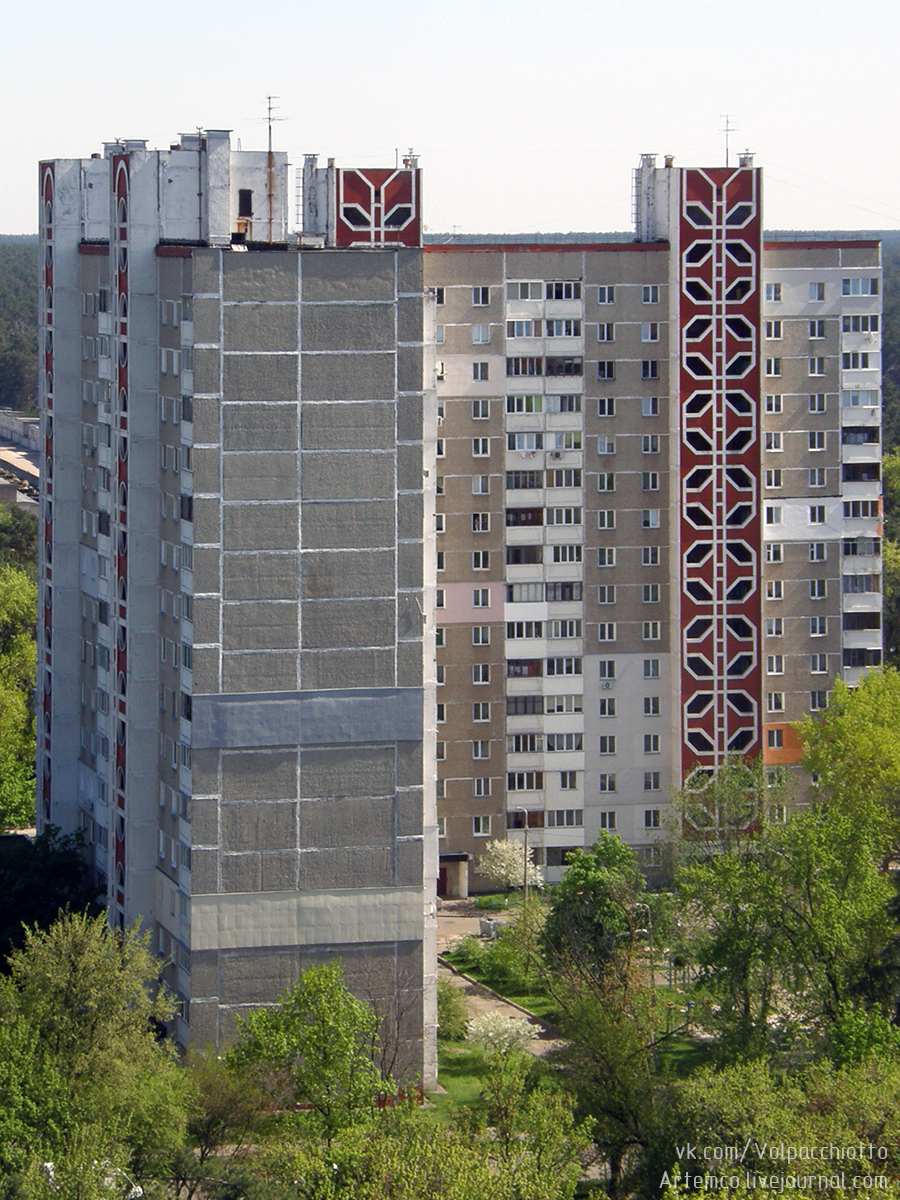
Рембаза, вул. Поліська, 4 і 4а
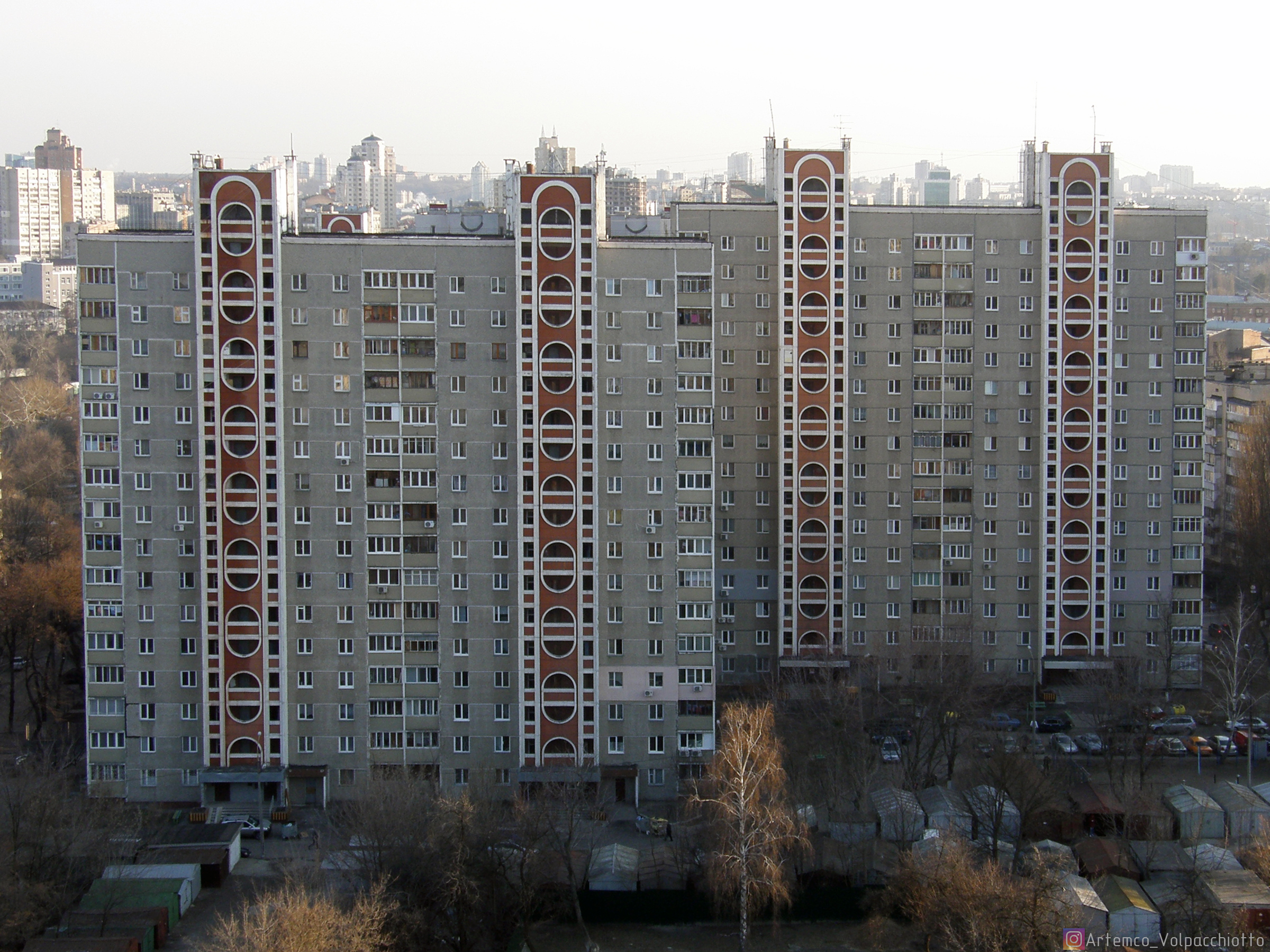
Татарка, вул. Печенезька, 34 і вул. Татарська, 20; 1991
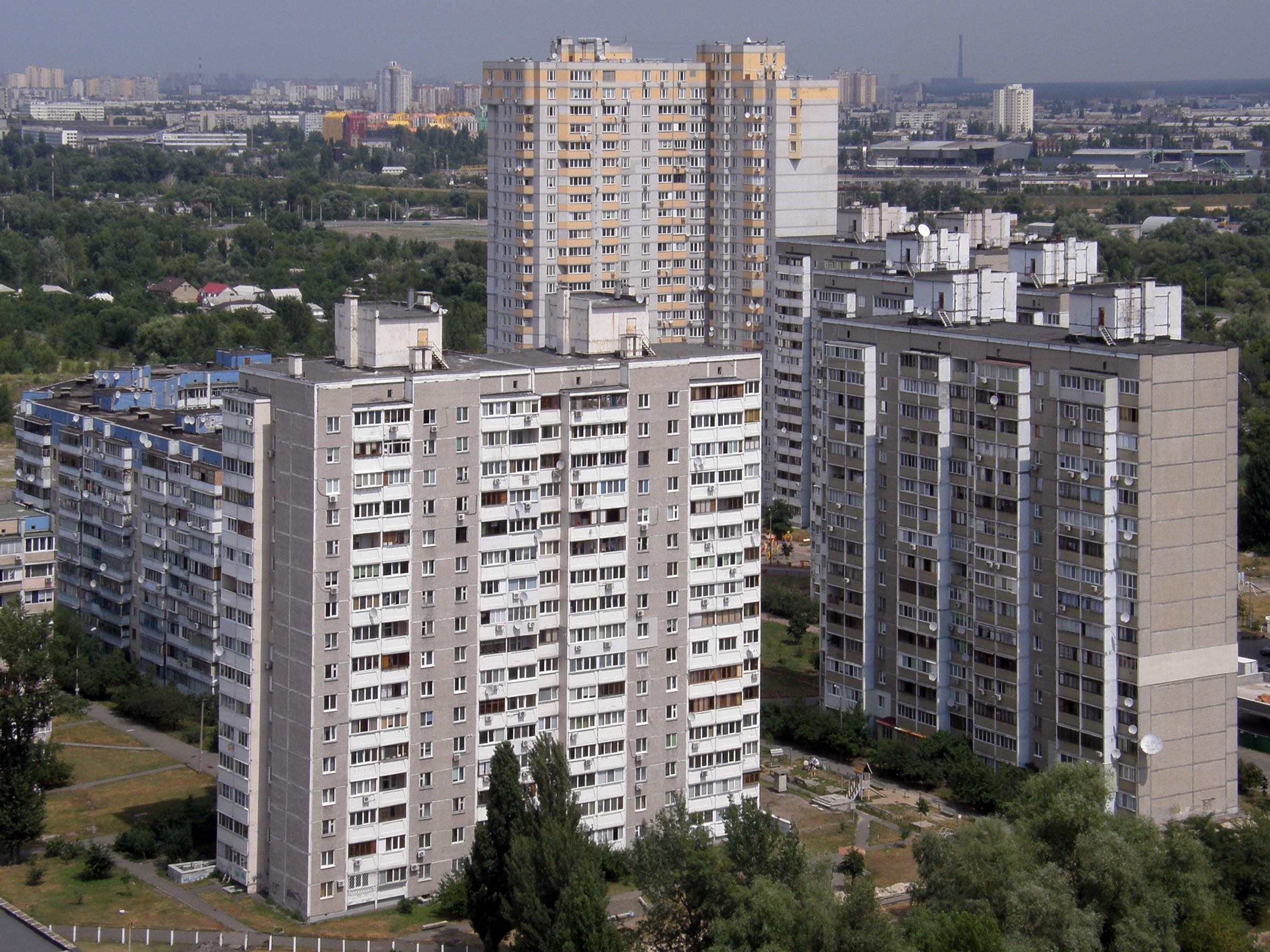
Позняки, вул. Здолбунівська, 11Б, 1992 (праворуч). Ліворуч будинок № 9А (2003) серії КТУ, видні відмінності порівняно з КТ: кімнати подовжені до однієї лінії з балконами і балкони на торці.

#### 111-161-8/1
192 квартир: 66 однокімнатних, 62 двокімнатних, 64 трьохкімнатних. Дві секції по 10 кроків. Меридіональна орієнтація.

фасад і план 1 поверху
план типового поверху
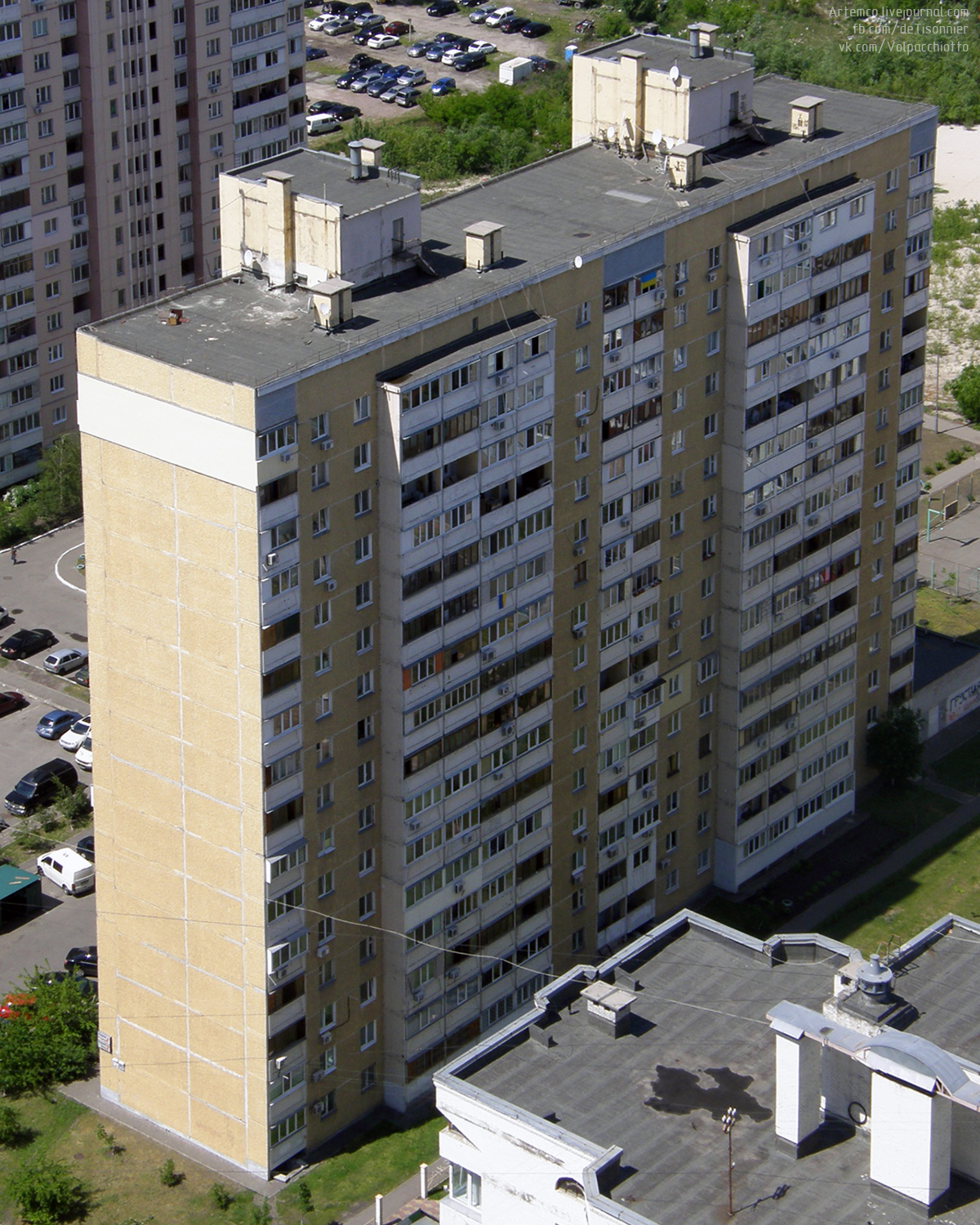
Позняки, вул. Княжий Затон, 2Б, 2001 — останній рік будівництва серії КТ

#### 111-161-9/1

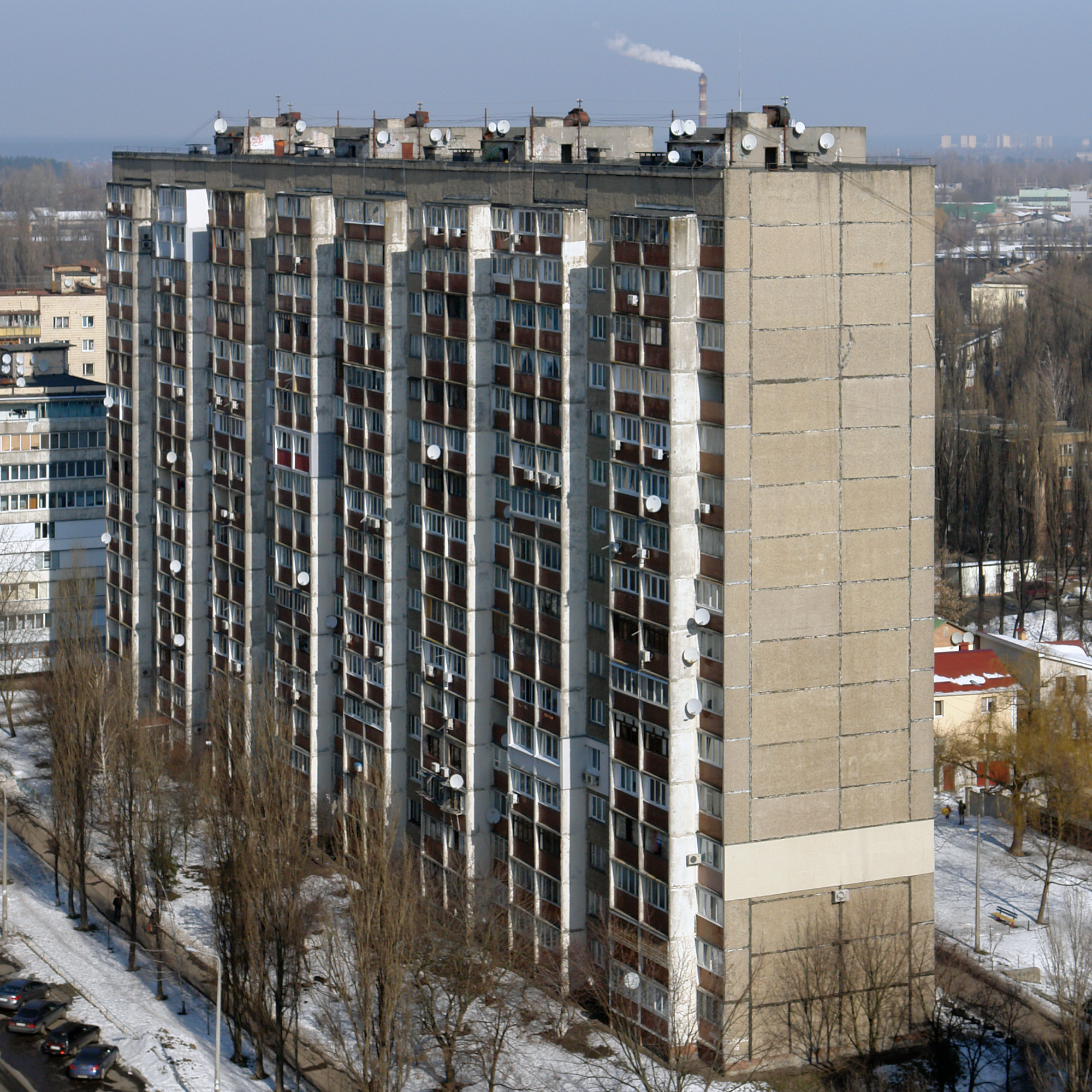
Святошин, вул. Поповича, 16 – 1982

256 квартир: 1 однокімнатна, 131 двокімнатна, 124 трьохкімнатних. Чотири секції по 8 кроків. Широтна орієнтація.
- Троєщина, просп. Червоної Калини, 14/13, 1986,
- Рембаза, вул. Бориспільська, 34, 1986.

### КТ-18
18 поверхів, 216 квартир, планування аналогічно проєкту 111-161-04/1.2.

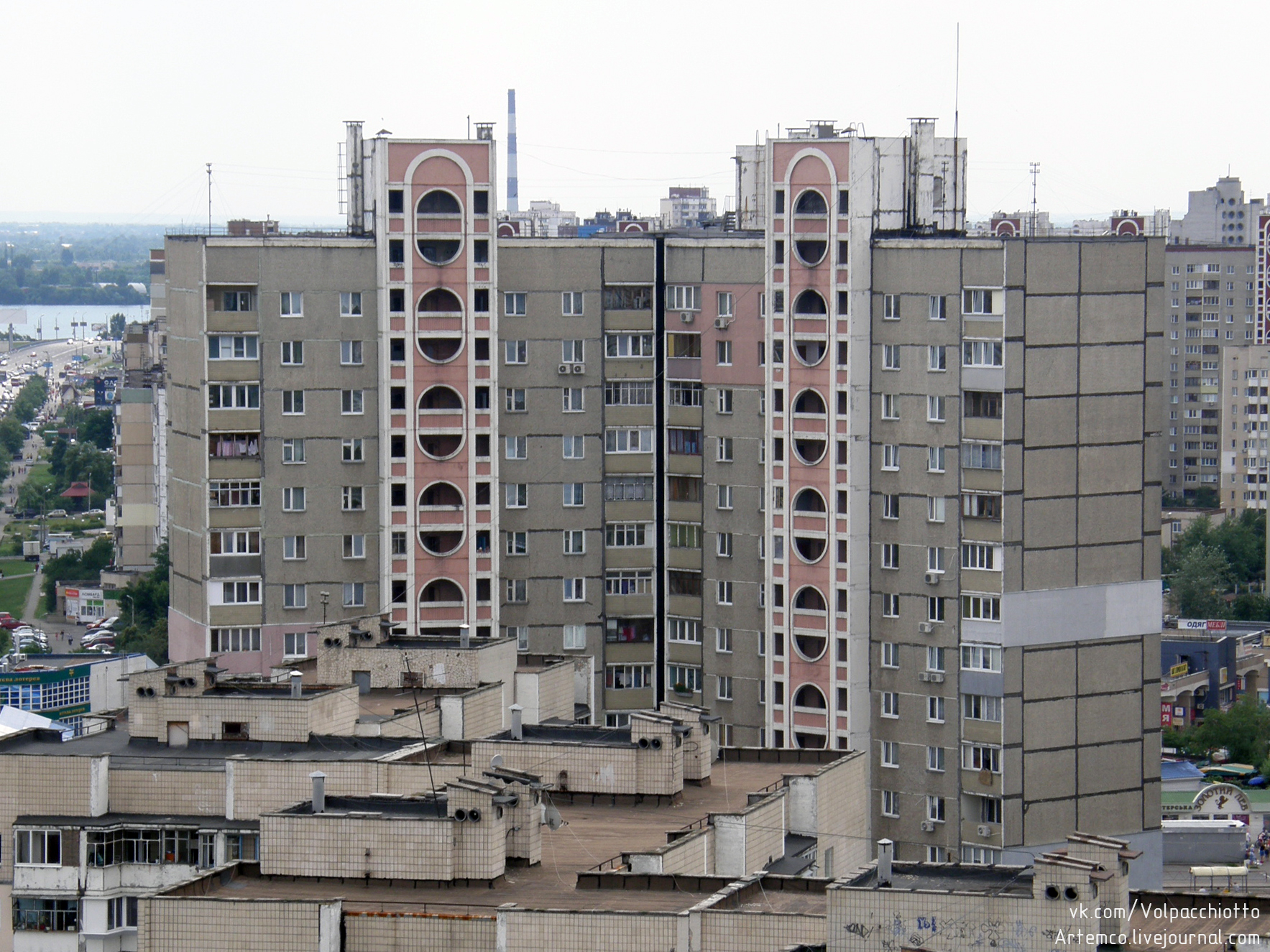
Позняки, вул. Ревуцького, 10/2, 1991
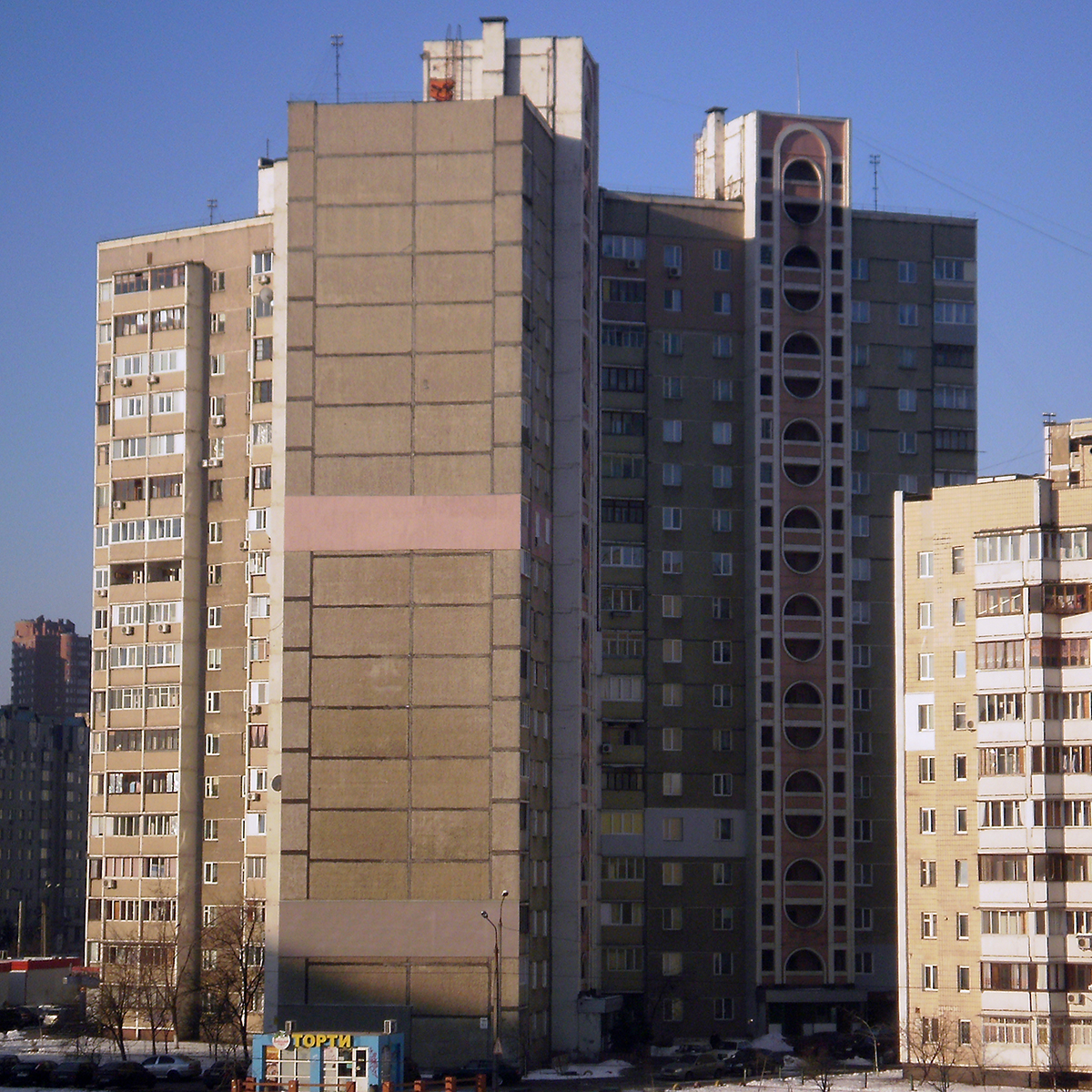
Позняки, вул. Ревуцького, 10/2, 1991

### будинки на Теремках-I

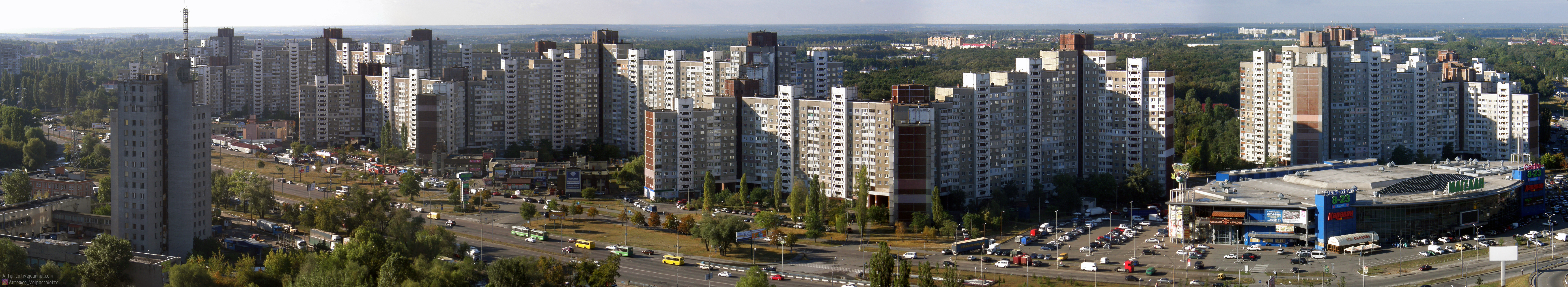
вул. Заболотного, 2—122 (1987—1990) та просп. Глушкова, 13—61 (1985—1987)

На Теремках-I були побудовані два будинки серії КТ з 29 та 68 секцій від 12 до 21 поверхи, розташованими як стільники з особливими трьохпроменевими секціями. Будинки мають різні адреси, а сумарна кількість квартир складає 4496, це найбільший будинок Києва, і 1936. Будинки мають відмінні вікна сходів під'їздів: два трикутних і одне у формі трапеції, що нагадують ікла.

### будинки іншої поверховості
- Південна Борщагівка, вул. Симиренка, 22Б, 1995 — 8 та 10 поверхів
- Васильків, вул. Сонячна, 3 — 9 поверхів
- Бородянка, вул. Миру 12 і 14 — по 5 поверхів